# Nozaki Yosuke
Yosuke Nozaki (sinh ngày 16 tháng 2 năm 1985) là một cầu thủ bóng đá người Nhật Bản.

## Sự nghiệp câu lạc bộ
Yosuke Nozaki đã từng chơi cho Sagan Tosu và Yokohama FC.